# Axel Björnström
Axel Erik Gustaf Björnström, född 10 september 1995 i Danderyd, Sverige, är en svensk fotbollsspelare som spelar för IFK Värnamo.

## Klubblagskarriär
I april 2015 blev Björnström uppflyttad i Vasalunds IF:s A-lag. Han spelade tre år för Vasalund.
I december 2017 värvades Björnström av IK Sirius, där han skrev på ett fyraårskontrakt. 
Björnström tilldelades utmärkelsen "Årets Kjelledine" av Sirius supporterklubb Västra Sidan för sina insatser under säsongen 2020.
Den 6 juli 2021 värvades Björnström av ryska Arsenal Tula, där han skrev på ett tvåårskontrakt.
Den 9 mars 2022 skrev Björnström på för AIK i Allsvenskan. Avtalet sträckte sig till och med den 31 december 2024 och han gick med klubben på en fri transfer efter att han brutit sitt kontrakt med sin gamla klubb Arsenal Tula.
Han gjorde sin debut för klubben den 14 mars 2022 när han blev inbytt under förlängning mot Malmö FF i Svenska cupen. AIK föll med 3–2 efter att Malmö gjort mål på straff i den 105:e matchminuten. Första målet för klubben kom den 27 juli 2022 i Conference League kvalet då han gjorde det avgörande 2–0-målet under förlängning i returmötet mot FC Vorskla på Friends Arena (totalt: 4–3).

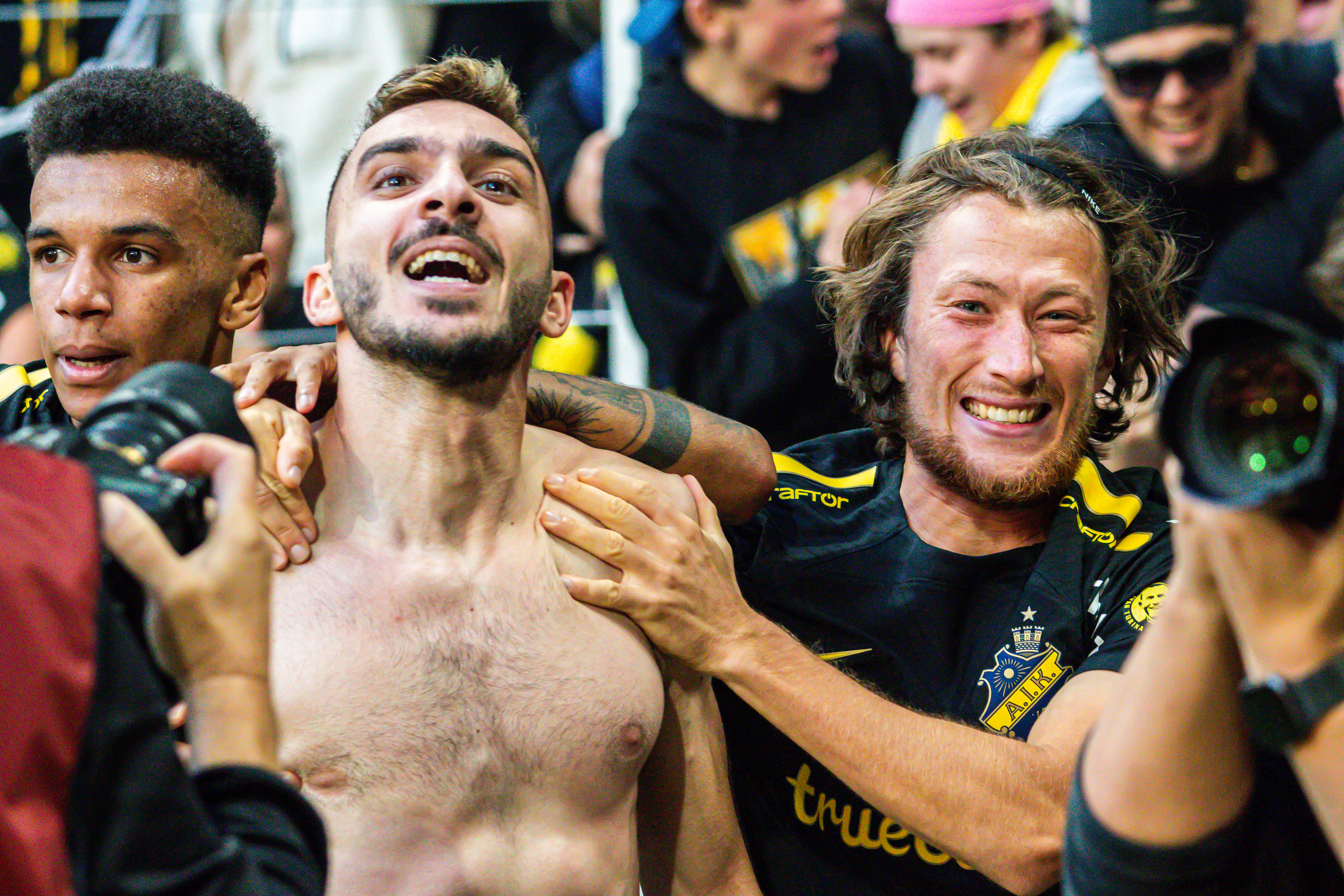
Björnström (höger) firar tillsammans med Ioannis Pittas (mitten) och Rui Modesto (vänster) efter att AIK gjort 2–0 mot Djurgårdens IF, 2023

Han gjorde sin sista match för AIK den 10 november 2024 i den sista omgången av Allsvenskan 2024 då laget vann över Halmstads BK med 5–1 där Björnström byttes in i den 76:e matchminuten mot Eskil Edh.
I januari 2025 blev Björnström klar för IFK Värnamo.